# 菅野完
菅野 完（すがの たもつ、1974年 〈昭和49年〉11月12日 - ）は、日本の著述家、活動家。「株式会社コーポレーション」代表取締役社長。

## 経歴
奈良県出身。アメリカ留学時に事件を起こしている（後述）。
帰国後、様々な職歴を経て、サラリーマンとなった。2005年5月から2014年2月までもしもしホットライン（現・りらいあコミュニケーションズ）勤務。生活産業サービス事業部、IT・エンジニアリング事業部第二サービス室に配属。
2013年に初の単著を出版した際、奥付の職業は「サラリーマン」であった。BPO（ビジネス・プロセス・アウトソーシング）サービス企業で企画営業を担当していたという。この頃、レイシストをしばき隊の幹部として活動していたが、組織内での問題行動により（後述）反差別運動団体から距離を置いている。
2015年2月からは菅野完名義で、扶桑社が運営するWebメディア「HARBOR BUSINESS Online（ハーバー・ビジネス・オンライン）」に「草の根保守の蠢動」を連載。2016年5月にそれをまとめた書籍『日本会議の研究』を出版。同年6月・月間ベストセラー（単行本総合）部門の10位となり、8月29日時点で6刷15万3千部を発行している。東京都港区在住。
2020年10月、日本学術会議会員の任命問題に対しハンガー・ストライキを行なった。

## 人物・性格
- 祖父の姉の夫は、天理市議会議長を務めた菅野留次郎[24]。
- 元既婚者であり、子供がいる。
- 2018年7月に自身のウェブサイトに公開した声明において、自己に加害癖とハラスメント癖があること、自分の子供を含む周囲にいる「自分より弱い人」「自分より立場の悪い人」に極めて横暴に振る舞うこと、相手の尊厳や自己決定権を踏みにじる行為に及ぶことが往々にしてあることを認めた。2013年（38歳）までに痛感（認識）したとし、再発防止にむけ認知行動療法をはじめとする様々なプログラムと専門家の助言を仰ぎ続けていると主張していた[25]。
- 2019年に離婚するまで妻子持ちの既婚者であり、2013年のカンパ横領で追放されるまでしばき隊で野間易通の右腕的存在であった。元しばき隊メンバーの清義明によると加入前から菅野を「女性関係で悪評のある人物」という女性問題を起こしてきた人物として知っていた。しばき隊加入後である2012年7月25日に反原連のデモにも参加開始したが、参加から1週間で女性暴行事件を起こした。それにも関わらず、野間は別イベントのカンパ横領までは重用していた。被害者女性は、嫌悪する菅野がしばき隊に入った後も、野間を信じていた。しかし、「しばらくして野間さんと菅野氏のツーショット写真がツイッターにアップされているのを見て、一気に(野間へ)不信感を抱いた」と暴露している[26]。

## 政治活動・思想
- 「右翼」「保守主義者」を自称している[5][27]。右翼は、玄洋社に始まり、「民権」「愛国」「尊王」「大アジア主義」の精神が基本にあるべきと主張し[28]、「最大公約数として天皇陛下万歳といえるかどうかという共通項があると思う。」としている[29]。保守主義者を「ドラスティックな改革の進め方を拒みつつ、自分の周り半径数十メートルの生活圏内のメンテナンスを、驕らずたかぶらず取り組み続ける人々」と定義している[29]。
- 『正論』2016年9月号で、菅野の発想は朝日新聞に近く、左か右かでいえば、「左」であると評されている[30]。
- Twitterで、自民党籍など[31][リンク切れ]、日本共産党と公明党以外の政党の正式な党籍を複数取得していると発言している[32][リンク切れ]。

立憲民主党との関係
- 菅野の個人会社である「株式会社コーポレーション」には、2020年に立憲民主党 (日本 2017)本部から番組制作費用代などの名目で計7,523,010円が支払われている[33]。また、同党の宮城県参議院選挙区第1総支部（代表者: 小川のり子）からも、2019年と2020年に広告宣伝戦略代の名目で菅野の会社に対し、それぞれ6,111,000円と1,215,000円が支払われている[34][35]。

芸能人親族生活保護受給騒動関連
- 2012年に、河本準一の母親による芸能人親族生活保護受給騒動の件で、片山さつきに対し、「片山先生、貴方は間違っています」「河本さんは悪くない」などとツイートで批判し、「制度改正のために、個人を批判する必要はありません」などとする意見広告を新聞に掲載する資金集めを目的とした募金活動を行う[36]。Civil Action Japan（シビル アクション ジャパン）代表として[10]、意見広告を7月12日の毎日新聞朝刊に掲載した[37]。

原発
- 2012年「右から考える脱原発デモ」を主宰する針谷大輔の著書に「デモ参加者の声」として「原発推進という考え方は極めて左翼的だと思います」を寄稿[38]。「去年の秋ごろから、首相官邸前で一人で抗議活動を行っていました。また、現在も、自民党本部に対して抗議活動を行っています」と述べている[39]。

## 主張・発言

### 日本会議関連
2008年 BPO（ビジネス・プロセス・アウトソーシング）サービス企業で企画営業を担当していた頃、「変な奴らが世の中で暴れ出しているぞ」と思い、ヘイトスピーチやネット右翼のウォッチングを始め、彼らの情報源が一部の保守論壇誌と気付き、行き着いたのが日本会議であったとしている。2014年秋頃からインターネット上で騒がれ始めた日本会議について、陰謀論めいてピントがずれた見方が多く、「そうじゃないよ」とTwitterでつぶやき始めた。
日本会議については、「これまで我々が抱きがちな『政権に影響力を与える取り巻き』というイメージをことごとく覆す存在」と定義し、「単に『左翼が嫌い』というメンタリティで繋がっている」としている。また「宗教的な情熱が彼らのエネルギーやモチベーションになっている」と分析することは誤りであり、「自身の宗教の信者を増やしたい」とか「お布施が欲しい」という思想はみられないとし、男女平等な組織だが、その運動は「ミソジニーが動かす社会運動である」と述べている。
菅野は、リベラル勢力が「傲慢で怠慢」だったために、「勝手に自壊」したとした上で、日本会議は「リベラル勢力から、運動の仕方、用語、デモのやり方を学んで真似た」とし、「1968年の反乱」以降、「飽きることなく地道にそれをやり続けた」と述べている。日本会議を詳細に記した初の著書となった経緯については、「みんな馬鹿にしてたんでしょう。過去の政権でも為政者には常に取り巻きはいたわけで、そうした取り巻きの一つといったイメージだったんでしょうね。」としている。日本のメディアが日本会議を報じていないことについて、「真正面から政治家や政治勢力の言説と戦うことを、過去40年間やらな過ぎたことに問題がある」と批判している。
右翼の役割は「国を国家から守る」ことであり、保守として「国家の暴走に掣肘を加える」ことも重要だが、日本会議周辺の人々は「国家」しか意識に無く、右翼でも保守でもない、と主張している。

#### 言及
2016年5月2日、中島岳志が北海道新聞に菅野の連載を紹介、6月19日、橋爪大三郎が毎日新聞に、沼田良が東京新聞にそれぞれ『日本会議の研究』の書評を寄稿、7月14日、池上彰が文芸春秋で同書を取り上げ、「デモ・陳情・署名・抗議集会・勉強会といった「民主的な市民運動」をやり続けていたのは、極めて非民主的な思想を持つ人々だったのだ」とする菅野の指摘を紹介した。9月5日、朝日新聞は「日本会議って何だ 関連本ブーム、海外メディアも特集」と題し、ブームの火付け役として同書を取り上げた。9月5日には「日本会議って何だ? 関連本ブーム」と題し、『日本会議の研究』が青木理の『日本会議の正体』と共に紹介された。

#### 受賞
『日本会議の研究』で、2016年度石橋湛山記念早稲田ジャーナリズム大賞奨励賞（草の根民主主義部門）、新書大賞2017で第3位、第1回大宅壮一メモリアル日本ノンフィクション大賞読者賞を受賞。

#### 批判
日本会議の田久保忠衛は、菅野らの日本会議に関する言及は、「過大評価か的外れ」であると、月刊Hanada8月号（2016年）で批判している。それについて、週刊朝日7月15日号で、菅野がさらなる反論として「日本会議側が改憲の最初の候補に挙げているのが緊急事態条項の追加です。要は「非常時なんだからガタガタ言うな」というのを合法化する。「女、子どもは黙っていろ」という考え方と同じです」と述べているが、『正論』2016年9月号では、緊急事態条項とは「非常時に国が憲法外のことをしたり混乱したりしないように、あらかじめ、できることを定めておく規定」であり、菅野のいう「非常時なんだからガタガタ言うな」とか「女、子どもは黙っていろ」などという解釈は間違いであると報じている。

### 森友学園関連
菅野は「国、大阪VS幼稚園という構図で見ると、籠池理事長は弱者の立場なのでそちら側に付くことにした」と述べている。
菅野が籠池泰典について「大阪府豊中市の国有地売却をめぐる問題が報道された後、財務省の佐川宣寿理財局長から弁護士を通じて『10日間でいいから身を隠してくれ』との連絡を受けた」等とマスコミに情報を漏らし、同日午前中の国会で、民進党の初鹿明博がこの菅野の発言をとりあげたが、同省の佐川局長も籠池の代理人弁護士も、双方が菅野の発言は全くの事実誤認であると完全否定している。
2017年3月の記者会見で森友学園の籠池泰典に「理事長のご自宅の登記簿とかみると、全部担保に入ってててね。もうカネないじゃないですか。このままいったら……」と質問したところ、籠池に「お金と言いなさい。」とたしなめられ、「ま、どっちでもいいんですけど。」と返答したところ、再度、籠池に「どっちでもいいことないじゃない。」と叱られる。記者会見で所属と氏名を名乗らず質問をしていたため、質問の最中に尋ねられ、「フリーの菅野です」と答えると、籠池に「菅野？あ、菅野さんかー（笑）。菅野さんかー。あなたが菅野さんかー。（立ち上がって）あなたちょっと悪いんじゃないの?」と言われる。
同年3月、民放各局が、昼のワイドショーで籠池の記者会見の生中継を予定していたが、菅野のみが出てきて記者会見の中止を伝えたため、『直撃LIVE グッディ!』（フジテレビ）は生中継を中止した。『情報ライブ ミヤネ屋』（読売テレビ）は生中継を継続したが、宮根誠司が露骨にワイプに苦笑いをする展開となり、菅野が「おそらく籠池さんがもってはるもんが全部出てきたら、内閣が2つ分くらい飛ぶと思うんです。安倍晋三みたいなどうでもエエって話になると思うんですが」などという発言を行ったとたん、生中継が打ち切られてCMとなった。
籠池泰典の息子の籠池佳茂は、安倍総理からの献金を示すものとして示された100万円の振込伝票は「菅野完の提案による捏造」であり、両親は菅野完ら反政府主義者に利用された被害者であると著書で語っている。

### 生長の家
菅野は生長の家の元信徒が日本会議の成立にかかわっていると主張している。一方、生長の家本体については「三代目総裁・谷口雅宣のもと過去の「愛国宗教路線」を放棄し「エコロジー左翼」のような方向転換をして」いると述べているほか、雅宣が「『生命の実相』の重版を停止」するなどしていると主張しているが、実際には教団が『生命の実相』を出版しないのは著作権を管理している生長の家社会事業団が生長の家本流運動に参加して教団に出版を認めない方針になったためであり、菅野の発言は事実に反する。
日本会議会長の田久保忠衛は「生長の家がらみの内紛に巻き込まれるのが私は嫌」とコメントしている。

### 過去の発言等
- 上杉隆によると、菅野は2017年10月18日発行のメルマガで希望の党に関する事柄で上杉を中傷する内容を配信したとされている。これに関して上杉は抗議文を出している[61]。

- 朝日新聞出版によると、2018年3月に菅野によって行われた山口智美と斉藤正美、AERA編集部に関するツイートの内容2点について事実ではないとしている[62]。これに対し菅野は、朝日新聞出版が事実ではないと述べた点に関して謝罪し訂正するが、指摘がなかった点については事実であるとし、山口らを批難している[63]。

- チャンネル桜の水島総によると、菅野が2018年4月15日にツイートした内容は事実無根であるとして抗議状を出している。水島は、我々が食事や金品、日当などを提供しデモの勧誘をすることはありえない。ただし飴玉や水やお茶を提供することはある、と述べている[64][65]。

- 2019年5月、菅野は連載を持っていた扶桑社の週刊SPA!に、高須克弥について触れた記事の原稿を書いたところ、ビジネス上の問題を理由に編集部に掲載を断られた。菅野は原稿料の値上げを引き換えに高須克弥の名前を消すことを提案したが、後に翻し連載を辞めている[66]。高須克弥は、週刊SPA!に広告を出していない。圧力などかけていないと述べている[67]。

## 疑惑・事件

### 『日本会議の研究』をめぐる裁判

#### 日本会議による出版停止要求
日本会議事務総長の椛島有三は2016年4月28日、菅野名義の初の著書『日本会議の研究』を出版した扶桑社に対して、「裏付けの取れない証言や断片的な事象を繋ぎ合わせ、日本会議の活動を貶める目的をもって編集されており、掲載されている団体・個人の名誉を著しく傷つける」として、出版停止を申し入れた。特に「日本会議の運営が、宗教的背景を持つ特定の人物によって壟断（注：ろうだん。利益を独占すること）されていると結論付けていることは、全く事実に反する」としている。また、扶桑社には抗議の電話が何本か寄せられた。菅野がTwitterで日本会議の出版停止要求に抗議したところ、話題を呼んで、「購入は一人一冊」の制限が掛かるなど著書の売れ行きが好調になったという。
日本会議事務局の調査では、『日本会議の研究』は、団体・個人について「虚実、装飾、誹謗中傷、事実誤認、印象操作、 著作権侵害、肖像権侵害、プライバシー侵害など」が150箇所以上存在するとしている。また、「古い資料も引用して一見、実証的(?)にレポートしている」ように見えるとしながらも、そこで引用されている資料である魚住昭『証言 村上正邦』にも事実ではない記述が書かれているとしている。
菅野は「彼（=田久保忠衛）が正面から否定しているのは外電の記事を始め、私の仕事ではないものばかりで、私の著書については否定できていない。」「田久保氏の主張では『日本会議の研究』を日本会議の事務局が調べたら『虚実、装飾、誹謗中傷など150カ所以上』の問題箇所があったとのことですが、それは当然でしょう。当事者が読んで問題箇所がないものなんて書くはずがない。」「結局、私の本が自分たちを貶める目的で書かれたと言いたいだけの、主観的な印象論に過ぎません。」などと反論している。
宗教学者の寺田喜朗は、出版停止の申し入れを行った理由について、特定の宗教団体が日本会議で主導権を発揮している等の意見が出ると活動に支障が出るためではないかと推察している。

#### 保全命令事件
『日本会議の研究』の6箇所の記述により社会的地位が低下したとして、同書で言及された人物が扶桑社に対して販売差し止め等を求める仮処分を申し立てた。この裁判で、2017年1月6日東京地裁（関述之裁判長）は、うち1箇所の記述について「菅野氏の説明以外に客観的な資料がなく、男性に取材していないことを菅野氏が認めたこと」を理由に、「真実でないと言わざるを得ない」とし、販売差し止めの仮処分を決定した。東京地裁は、出版差止の仮処分において、同書で言及された人物の言動ばかりでなく、「理想世界100万部運動」において自殺者が出たことについても取材メモ等がないことを理由とした（仮処分決定書の記載による）。1月11日、扶桑社は当該部分2行分を抹消した修正版を「当面の措置」として販売するとした。1月13日、日本出版者協議会は、仮処分決定に対し、「あまりに粗雑で、説得力に欠ける」などと抗議した。1月24日、地裁は扶桑社による仮処分執行停止の申立てを却下、扶桑社は、「保全異議の申立は継続中であり、今後、弊社の主張は異議審の場において展開してまいります」と述べた。
3月31日、東京地裁（中山孝雄裁判長）により仮処分取り消し。

#### 名誉毀損の損害賠償確定
10月29日、生長の家の元幹部・安東巌が『日本会議の研究』で名誉毀損で菅野を提訴していた件で最高裁判所（菅野博之裁判長）は菅野の上告を棄却し、110万円の損害賠償の支払いを命じた1・2審判決が確定した。なお、「研究」の内容削除請求は先述の通り退けられている。

### 記載学歴と実際の相違点
過去の経歴では大阪の明星高等学校を経て、「1994年にアメリカの大学に入学、テキサス大学オースティン校( The University of Texas at Austin)で政治学を専攻し、卒業した」と主張している。
しかし、週刊現代が菅野の女性暴行事件について書いた記事によると、在学していたのは四年制大学(university)ではなく、セントラル・テキサス・カレッジで二年制大学ではないかと報道している。そして、在籍していたのは1998年8月までと指摘し、ハフポストも事件当時の菅野はテキサス州にある2年制の大学(テキサス州のコミュニティ・カレッジ)であると報道している。テキサス大学の卒業生ディレクトリサービスにも名前の存在を確認できない。

### 米国での女性暴行事件・20年以上の国外逃亡事件
2018年7月週刊現代の報道によれば、1997年8月27日、セントラル・テキサス・カレッジ在学中、当時交際していた同級生の日本人女性に、電話料金の支払いを断られたことから暴行を働き、鼻の形を変形させるなどの怪我を負わせ、同年9月5日にキリーン市警察に傷害罪で逮捕され、1998年5月29日、テキサス州ベル郡第2裁判所により罰金650ドル、12か月の保護観察処分が言い渡された。しかし、この判決が出る前の同年5月23日にも同女性に暴行し、「家族や同居人への傷害罪」すなわちドメスティックバイオレンスで2度目の逮捕。保証業者に立て替えさせ2,500ドルの保釈金を納め保釈されるも逃亡し、1999年6月25日に開かれた公判にも出廷せず、当日出された「仮判決文」では保釈金没収が宣言され、「被告の再逮捕の令状発行を求める」と記された。テキサス州ベル郡当局は、米国での菅野の逮捕状について「アクティブ（有効）です」と断言。弁護士の島伸一は、テキサスの刑事訴訟法では州外に出れば時効は停止し、逮捕状が有効であれば逮捕される可能性があるとしている。2018年7月30日、菅野本人は自ら運営するホームページで、報道された2件の暴行事件を事実と認め、自身が「国外逃亡中」の身であるとした上で「実母の死去や生活に追われ出頭することができないまま、司法機関や相手方からの強い要請もなく、裁判が収束に向かったと合点しておりました。」と説明し、認知行動療法などのプログラムを受けていると弁明した。なお、菅野は週刊現代の記事が掲載された直後の8月1日、2017年10月4日から出演していたRKBラジオ櫻井浩二 インサイトのインサイトコラムを降板した。

#### 週刊現代による報道後の罰金納付
2021年1月9日、弁護士の山口貴士が自身のnoteを通して、1月7日に現地の弁護士を代理出頭し、「ベル郡検察官との司法取引に基づき罰金と訴訟費用を納付」し、罰金刑による有罪で本件が解決したと発表。山口は(2018年7月に)週刊現代の報道が出た以降に、菅野から依頼を受けてたことを明かしている。

### 日本での性的暴行事件とセカンドレイプ・ハラスメント癖と加害癖問題
2012年7月9日、菅野が自身が携わっていた政治運動に賛同した女性を都内に呼び出した際、「某国会議員が俺のことを公安経由でかぎまわってる」「尾行されている」などと真偽不明の説明をし、「すぐにパソコン作業をする必要があるから家（被害者宅）に行っていいか」と懇願。録音を条件に応じた女性が悲鳴を上げるも押し倒し「抱っこして」と性行為を強要、キスを迫るなどの性的暴行を加えたとして、被害者女性が2015年末に220万円の損害賠償を求めて菅野を提訴した。被害者から謝罪や損害賠償以外に「twitterアカウントを削除」「女性の権利問題に関する言論活動を今後しないこと」を求められたため示談交渉は決裂した。菅野は当初、「性的な行為を働いた」と認めて謝罪文を書き署名・捺印していたが裁判になると主張を180度変えた。一審・東京地裁の判決後に菅野側は「（性的暴行の）回数が1回で短時間」「特に性的自由侵害の程度が高い部位には触れていない」「事件報道で社会的制裁を受けた」と主張して、「慰謝料は5万円を超えることはない」と慰謝料100万円の減額のために控訴した。
2018年2月8日、同訴訟の控訴審判決が東京高裁でおこなわれた。阿部潤裁判長は女性側の主張をほぼ認めた一審・東京地裁判決を支持し、「慰謝料100万円は高額ではない」「不当な社会制裁ではない」「被害者の苦痛は慰労されていない」として菅野側の控訴を棄却した。高裁による控訴棄却判決後、被害者は、「心からの反省の言葉が得られないことで、より傷つきます」と述べた。控訴審判決の当日菅野は「憲法上の争点がないため、最高裁への上告は行いません。」との声明を出した。
本事件を含め「自分の加害癖、ハラスメント癖」「自分の子供さえを含む自分の周りにいる「自分より弱い人」「自分より立場の悪い人」に対して、自分は極めて横暴に振る舞い、相手の尊厳や自己決定権を踏みにじる行為に及ぶことが往々にしてあることを、痛感した」ため、2018年7月現在も認知行動療法をはじめとする様々なプログラムを継続して受けていると述べた。
2019年5月、警視庁は菅野を強制わいせつ未遂容疑で書類送検した。容疑を大筋で認めているという。6月、東京地検は菅野を不起訴処分にした。尚、被害者は仕事を辞め、精神カウンセリングと治療のために病院に通い続けていた。週刊金曜日と被害者は、菅野完、彼の弁護士による各種セカンドレイプ行為を批判している。被害者女性は菅野について判決後に「私は性的暴行を受け、5年の長きにわたる間カウンセリングに通い、今もまだ通院中です。私は今も、知らない男性と二人きりになったり、被告（菅野氏）に似た人を見かけると、体が硬直し、冷や汗をかき、呼吸が苦しくなります。私にとって、この被害は過去のことではなく、現在進行形です」と批判した。テレビ出演するようにまでなっていた菅野を「『性暴力事件を起こした人間がメディアに堂々と出る』などということは、あってはならないと思います。」と強く非難している。

### カンパ金着服・「反差別」運動からの永久追放
反人種差別運動団体「People’s Front Of Anti-Racism」（2014年9月30日活動終了）のメンバーだった木野寿紀は、同団体に寄せられた募金の口座管理人を務めていた菅野が、2013年5月7日から同年9月9日まで、口座出金手数料を含む90万470円を着服したと述べている。団体の運営に関わっていた木野らが募金の使途を検討していた段階で菅野の着服が発覚し、木野らが菅野に確認を求めようとするも連絡を取ることができなかった。2013年11月3日に菅野は着服額を口座に返還した。そして、2014年2月6日に着服の責任を取る形で「今後、反差別運動には一切関わらない」旨の誓約を行わされ、永久追放された。また、今後Twitterをする際は必ず実名を明らかにして行う旨の誓約もしたため、ハンドルネーム（ノイエホイエ）から実名での運用に切り替えた。

## 著書

### 単著
- 『日本会議の研究』扶桑社新書、2016年5月1日。ISBN 978-4-594-07476-0。

第16回 (2016年度) 石橋湛山記念早稲田ジャーナリズム大賞 草の根民主主義部門 奨励賞、第1回 大宅壮一メモリアル日本ノンフィクション大賞 読者賞 受賞
- （noiehoie名義）『保守の本分』扶桑社新書、2013年9月1日。ISBN 978-4-594-06877-6。

### 共著
- 磯部涼他（のいえほいえ名義で寄稿）『踊ってはいけない国で、踊り続けるために――風営法問題と社会の変え方』河出書房新社、2013年4月23日。ISBN 978-4-309-24615-4。
- 菅野完、村上正邦、魚住昭、横山孝平、白井聡『日本会議をめぐる四つの対話』ケイアンドケイプレス、2016年12月11日。ISBN 978-4906674688。

## 出演

### テレビ番組
- 朝まで生テレビ!「激論！安倍政権と官僚」（テレビ朝日、2018年4月28日[117]）

### ウェブ番組
- みのもんたのよるバズ!（ABEMA、2018年3月31日[118]、2018年4月14日[119]、2018年5月19日[120]、2018年6月9日[121]）
- デモクラシータイムス（YouTube、2016年7月25日、2020年10月19日、2024年10月10日）[122]